# Ian Hacking
Ian Hacking, CC, FRSC, FBA (Vancouver, 18 februari 1936 – Toronto, 10 mei 2023) was een Canadees filosoof. Zijn bijdragen situeren zich voornamelijk op vlak van de wetenschapsfilosofie. Hij benaderde wetenschapsfilosofische vraagstukken in de eerste plaats vanuit historische hoek. Centraal in het werk van Hacking staat de statistiek, waarvan hij het historisch verloop onder meer beschreef in The Taming of Chance (1990). Zijn werk is voornamelijk beïnvloed door Michel Foucault en Ludwig Wittgenstein.

## Biografie
Ian Hacking werd geboren in Vancouver. Hij studeerde aan de universiteit van Brits-Columbia en aan Trinity College van de universiteit van Cambridge. Vervolgens promoveerde hij in 1962 in Cambridge met als promotor Casimir Lewy, die zelf was opgeleid door Wittgenstein.
Hij begon les te geven aan de universiteit van Brits-Columbia met tussentijds een periode aan de universiteit van Makerere in Oeganda. In 1969 nam hij een positie aan in Cambridge. In 1974 verhuisde hij naar Stanford. Vervolgens was hij enige tijd verbonden aan het Zentrum für interdisziplinäre Forschung (ZiF) in Bielefeld. In 1983 werd hij benoemd tot hoogleraar aan de universiteit van Toronto. Van 2000 tot 2006 gaf hij ook college aan het Collège de France op de leerstoel Filosofie en geschiedenis van wetenschappelijke concepten. Daarmee was hij bij het Collège de France de eerste Engelstalige met een permanente positie. Na 2006 werd Hacking hoogleraar in de filosofie aan de universiteit van Californië - Santa Cruz.

## Filosofie
Hacking is beïnvloed door verscheidene debatten binnen de wetenschapsfilosofie, onder meer tussen Thomas Kuhn, Imre Lakatos en Paul Feyerabend. Hij schreef nieuwe voorwoorden bij Feyerabends Against Method in 2010 en Kuhns The Structure of Scientific Revolutions in 2012. Mede geïnspireerd op deze debatten is zijn eigen benadering van de wetenschapsfilosofie sterk historisch van aard. Hij wordt daarnaast geassocieerd met de 'Stanford School' in de wetenschapsfilosofie. Deze 'school' staat erom bekend dat ze sterk ageert tegen de idee van een (ultieme) eenheid tussen alle wetenschappen. Andere auteurs van deze school zijn John Dupré, Nancy Cartwright en Peter Galison.
In zijn werk verdedigt Hacking 'entiteitsrealisme (entity realisme)', een vorm van realisme omtrent wetenschap. Dit doet hij voornamelijk op basis van pragmatische en experimentele gronden: entiteiten zoals elektronen bestaan echt omdat de mens hen gebruikt om veranderingen in de werkelijkheid aan te brengen. Deze vorm van realisme bevat dus een realistische houding tegenover wetenschappelijke entiteiten die gepostuleerd worden in de wetenschap en die experimentele gevolgen hebben. Het omvat echter ook een scepticisme ten opzichte van (de waarheid van) wetenschappelijke theorieën. Hij legt daarnaast in zijn werk een sterke nadruk op de rol van de experimentele en de toegepaste kant van de wetenschap en hun relatieve autonomie ten opzichte van de theoretische zijde. In die zin gaat hij nog een stap verder in de historische wending in de (analytische) wetenschapsfilosofie zoals die door Kuhn werd geïnitieerd.
Vanaf 1990 doen zich enkele verschuivingen voor in het werk van Hacking. Allereerst focust hij minder op de exacte wetenschappen en meer op de menswetenschappen. Deels is hij daarbij beïnvloed door het werk van Michel Foucault. Die invloed is al eerder te voelen, bijvoorbeeld in Hackings boeken uit 1975: Why Does Language Matter to Philosophy en The Emergence of Probability. In dit laatste werk gaat Hacking in op de geschiedenis van de statistiek en de verschillende invullingen van het begrip waarschijnlijkheid door de eeuwen heen. Hij focust zich vooral op de 'epistemologische breuk' die hij waarneemt tussen de frequentistische en subjectieve invulling van waarschijnlijkheid. In navolging van Foucault heeft Hacking daarnaast veel oog voor de rol van statistiek binnen kennissystemen en machtsstructuren, bijvoorbeeld bij het diagnosticeren van psychiatrische ziektes, waarbij 'normaal' wordt gelijkgesteld met het statistisch gemiddelde. Hij typeert zijn eigen benadering als 'dynamisch nominalisme' of 'dialectisch realisme'. Hiermee heeft hij een gehistoriseerde vorm van het nominalisme op het oog die zich focust op de onderlinge wisselwerking tussen fenomenen uit de (menselijke) wereld en de concepten en classificaties waarmee mensen die werkelijkheid benaderen.
Hacking kampte enkele jaren met een achteruitgang van gezondheid. Hij overleed aan hartfalen op 10 mei 2023 op 87-jarige leeftijd.